# Bob Ainsworth
Robert William "Bob" Ainsworth, född 19 juni 1952 i Coventry, är en brittisk politiker inom Labour.
Ainsworth var från 1992 till 2015 parlamentsledamot och representerade valkretsen Coventry North East. Han har en bakgrund som fackföreningsaktivist vid Jaguars fabrik i Coventry. Han var biträdande inrikesminister vid inrikesdepartementet (Home Office) från 2001 till 2003, då han blev deputy chief whip. I juni 2007 blev han biträdande minister (Minister of State for the Armed Forces) vid försvarsministeriet, och mellan juni 2009 och maj 2010 var han försvarsminister i regeringen Brown.